# Mistrzostwa Ameryki Środkowej i Karaibów w Lekkoatletyce 2011 – rzut oszczepem mężczyzn
Rzut oszczepem mężczyzn – jedna z konkurencji rozegranych podczas lekkoatletycznych mistrzostw Ameryki Środkowej i Karaibów w Mayagüez.
Złoty medal – drugi raz w karierze – zdobył reprezentant Kuby Guillermo Martínez.

## Terminarz
| Data          | Runda |
| ------------- | ----- |
| 16 lipca 2011 | Finał |

## Rekordy
Tabela prezentuje rekord świata, Ameryki Środkowej i Karaibów oraz czempionatu Ameryki Środkowej i Karaibów, a także najlepsze rezultaty w Ameryce Środkowej i Karaibach oraz na świecie w sezonie 2011 przed rozpoczęciem mistrzostw.
| Rekord świata                                  | Jan Železný         | 98,48 | Jena       | 25 maja 1996  |
| Rekord Ameryki Środkowej i Karaibów            | Guillermo Martínez  | 87,17 | Paryż      | 8 lipca 2006  |
| Rekord mistrzostw Ameryki Środkowej i Karaibów | Guillermo Martínez  | 82,16 | Hawana     | 4 lipca 2009  |
| Listy światowe                                 | Andreas Thorkildsen | 88,30 | Birmingham | 10 lipca 2011 |
| Listy Ameryki Środkowej i Karaibów             | Guillermo Martínez  | 84,68 | Hawana     | 18 marca 2011 |

## Rezultaty

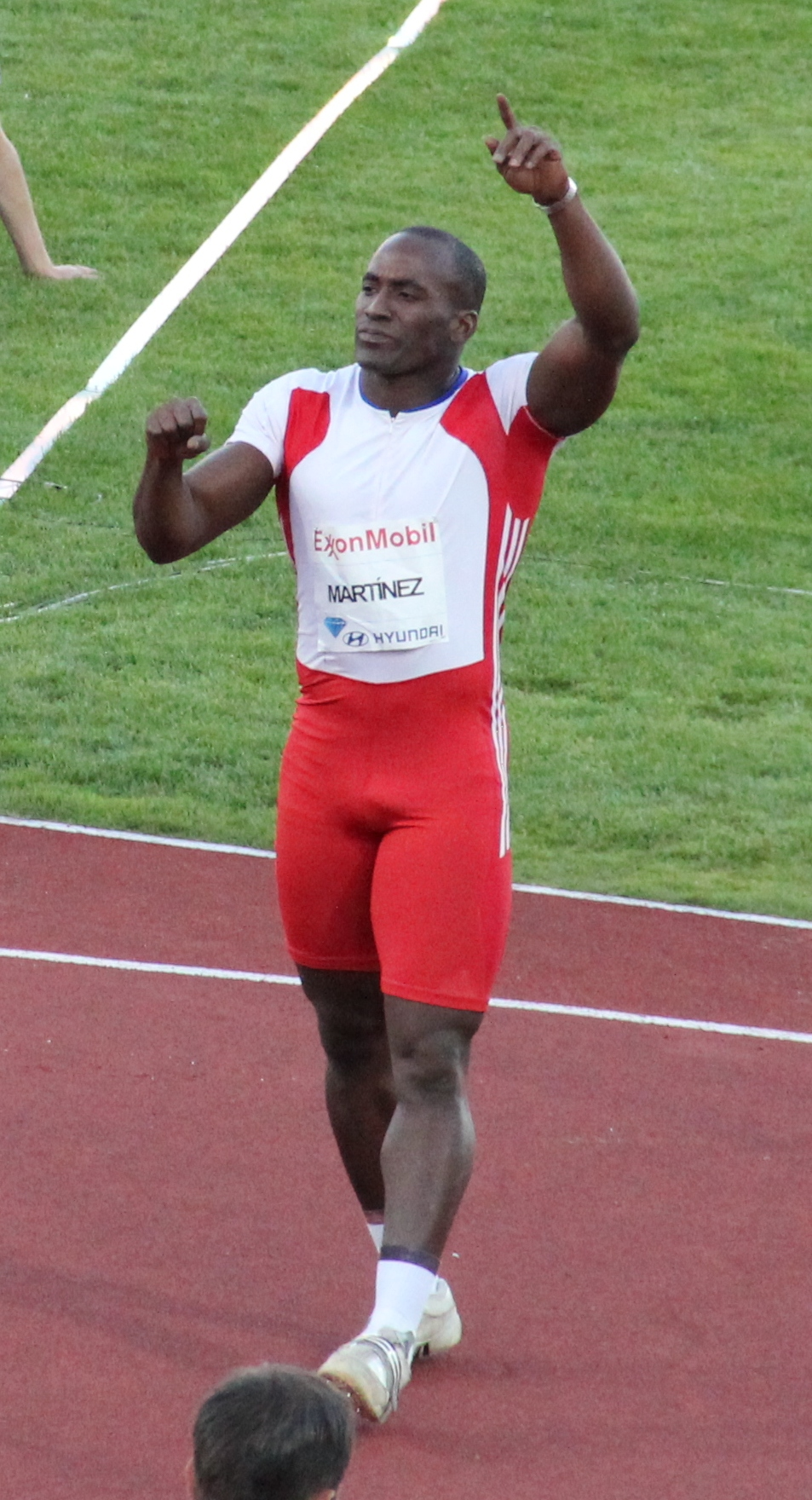
Złoty medalista Guillermo Martínez

### Finał
Rozegrano tylko rundę finałową, która odbyła się 16 lipca w godzinach popołudniowych. Złoty medal, rzutem w czwartej serii, zapewnił sobie Kubańczyk Guillermo Martínez. 
| Poz. | Imię i nazwisko    | Reprezentacja              | 1     | 2     | 3     | 4     | 5     | 6     | Rezultat |
| ---- | ------------------ | -------------------------- | ----- | ----- | ----- | ----- | ----- | ----- | -------- |
|      | Guillermo Martínez | Kuba                       | 75,30 | 76,60 | 76,09 | 81,55 | X     | X     | 81,55    |
|      | Arley Ibargüen     | Kolumbia                   | X     | 70,94 | 75,71 | 72,56 | 74,92 | 74,53 | 75,71    |
|      | Dairon Márquez     | Kolumbia                   | 69,82 | 67,34 | 68,05 | 74,07 | 73,85 | 70,90 | 74,07    |
| 4    | Keshorn Walcott    | Trynidad i Tobago          | 64,97 | 69,55 | X     | 69,96 | 70,33 | 70,98 | 70,98    |
| 5    | José Lagunes       | Meksyk                     | X     | 64,31 | 69,37 | X     | 65,26 | 68v62 | 69,37    |
| 6    | Justin Cummins     | Barbados                   | 53,86 | 68,09 | X     | 66,96 | 67,18 | 64,00 | 68,09    |
| 7    | Felipe Ortiz       | Portoryko                  | 63,11 | 63,45 | 67,11 | 67,51 | 62,39 | 62,77 | 67.51    |
| 8    | Luís Taracena      | Gwatemala                  | 60,10 | 63,05 | 57,94 | X     | 57,47 | 59,71 | 63,05    |
| 9    | Albert Reynolds    | Saint Lucia                | 62,03 | 56,49 | 61,69 |       |       |       | 62,03    |
| 10   | Socrates Agesta    | Dominikana                 | 58,91 | 49,53 | 51,04 |       |       |       | 58,91    |
| 11   | Juan Ayala         | Portoryko                  | X     | 52,96 | 55,29 |       |       |       | 55,29    |
| 12   | Julio Lojo         | Panama                     | 50,42 | 54,99 | 49,54 |       |       |       | 54,99    |
| 13   | Daniel Bellerophon | Martynika                  | 54,52 | 53,42 | 50,88 |       |       |       | 54,52    |
| 14   | Omar Jones         | Brytyjskie Wyspy Dziewicze | X     | 49,95 | X     |       |       |       | 49,95    |
| 99 ! | Leslain Baird      | Gujana                     |       |       |       |       |       |       | DNS      |